# Atlantocis
Atlantocis is een geslacht van kevers in de familie houtzwamkevers (Ciidae).

## Soorten
- A. canariensis Israelson, 1985
- A. gillerforsi Israelson, 1985
- A. lauri (Wollaston, 1854)